# Portland (film)
 For alternative betydninger, se Portland. (Se også artikler, som begynder med Portland)
Portland er en dansk film fra 1996, skrevet og instrueret af Niels Arden Oplev. Den foregår i det kriminelle miljø i Aalborg.

## Medvirkende
- Michael Müller
- Anders W. Berthelsen
- Ulrich Thomsen
- Peter Heidemann
- Iben Hjejle
- Birthe Neumann
- Baard Owe
- Helle Dolleris
- Jens Albinus
- Hans Henrik Voetmann
- Bjarne Henriksen
- Hans Henrik Clemensen